# Niewinna kiedy śni
Niewinna kiedy śni – singel Kazika Staszewskiego promujący album Piosenki Toma Waitsa. Wydany 4 marca 2003 roku nakładem wydawnictwa Luna Music.

## Lista utworów
1. Niewinna, kiedy śni – wersja dla radjuff
2. Niewinna, kiedy śni – karaoke, ale z kolegami
3. Niewinna, kiedy śni – z Nowego Jorku Piotr Milewski – „Radio Zet”
4. Niewinna, kiedy śni – wersja czerstwa
5. Niewinna, kiedy śni – wersja von Jungingen
6. Niewinna, kiedy śni – wersja chuda
7. Niewinna, kiedy śni – dr Deraf Oligarchssow mix imieninowy
8. W głębokim dole – wersja 35 mm
9. Niewinna, kiedy śni

słowa: Tom Waits
muzyka: Tom Waits
tłumaczenie: Roman Kołakowski